# Grainbelt

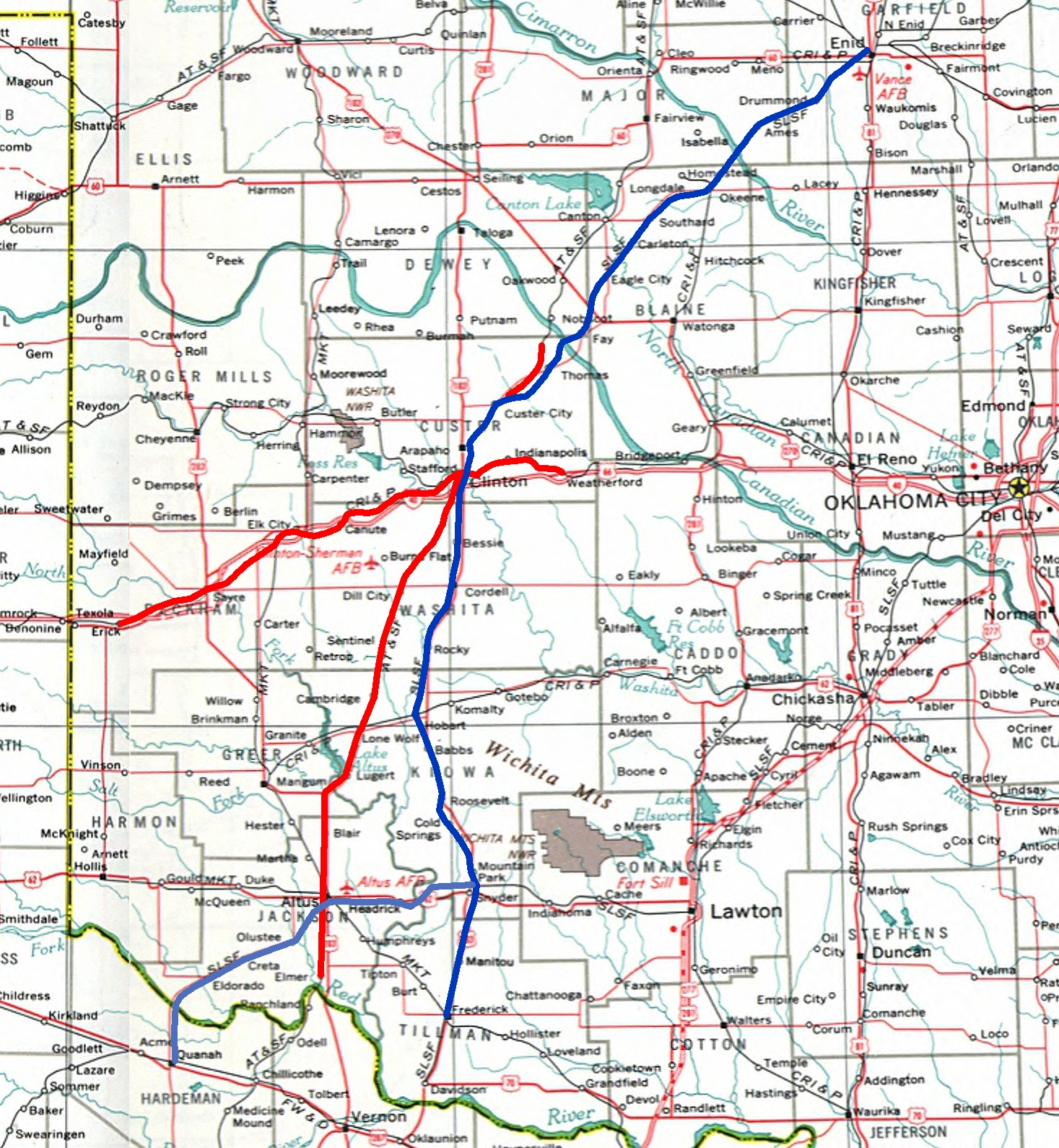
Streckennetz Farmrail Systems Inc.
rot: Farmrail Corp., blau: Grainbelt Corp., hellblau: Streckennutzungsrechte Grainbelt Corp.

Die Grainbelt Corporation (AAR reporting mark: GNBC) ist eine lokale Eisenbahngesellschaft im US-Bundesstaat Oklahoma. Die Gesellschaft gehört zur im Mitarbeiterbesitz befindlichen Farmrail Systems Inc. Zu diesem Unternehmen gehört ebenfalls die Farmrail Corporation. Die Bahngesellschaft ist in Clinton (Oklahoma) beheimatet und beschäftigt 30 Angestellte. Wichtigste Transportgüter sind Getreide, Düngemittel, Ausrüstungen für Ölbohrunternehmen, Petroleum, Baumwolle und Chemikalien.

## Streckennetz
Das Streckennetz der Grainbelt Corporation umfasst 381 Kilometer. Hauptstrecke ist die Nord-Süd-Strecke von Enid über Clinton, Snyder nach Frederick. Ab Snyder besitzt die Gesellschaft Streckennutzungsrechte über Gleise der BNSF Railway über Altus nach Quanah (Texas).
Übergänge bestehen zur BNSF Railway in Quanah, Snyder und Enid, zur Union Pacific Railroad in Enid und zur Wichita, Tillman and Jackson Railway in Altus und Frederick.

## Geschichte
Die Grainbelt Corporation wurde von der Farmrail System Inc. gegründet, um die frühere St. Louis – San Francisco Railway-Strecke von Enid nach Frederick von der Burlington Northern Railroad (BN) zu erwerben. Am 31. August 1987 wurde der Betrieb aufgenommen. Zusätzlich erhielt die Gesellschaft Steckenbenutzungsrechte auf der BN-Strecke nach Quanah.

## Fahrzeugpark
2006 besaß die Gesellschaft 17 Lokomotiven (eine EMD GP9, eine EMD GP20 und 15 EMD GP10). 2007 erwarb die Gesellschaft drei EMD GP38AC, 2009 folgte eine vierte GP38AC sowie zwei EMD GP38. Dafür konnten ältere GP10 abgestellt werden.